# Lost Kingdoms
Lost Kingdoms (dt. Verlorene Königreiche, OT: jap. ルーン, Rūn) ist eine zweiteilige japanische Rollenspiel-Reihe von From Software, die 2002 und 2003 für den Nintendo GameCube erschienen sind. Die Spiele wurden von Activision in Nordamerika und Europa vertrieben. Der in Japan für die Spiele verwendete Name war Rune.

## Lost Kingdoms
Das Spiel ist das erste Rollenspiel für den Nintendo GameCube. Die Besonderheit liegt im Kampfsystem, das in Echtzeit mittels 105 Sammelkarten verschiedener Gattungen ausgeführt wird. Man hat die Wahl zwischen englischer und französischer Sprachausgabe.

### Handlung
Die fiktive Welt Arbnull ist einem dunklen Nebel ausgesetzt, in dem Menschen verloren gehen. Die Protagonistin, Prinzessin Katia, ist als Einzige in der Lage, Monster zu beschwören und macht sich mit einem Satz Spielkarten auf, die Welt zu retten.

### Spielprinzip
Im Spiel ist der Kontinent Arbnull anhand von einzelnen Punkten auf der Karte zu erkunden. Aufgabe ist es, die Runensteine zu finden.
Wie bei Rollenspielen üblich, muss der Spieler gegen Monster antreten. Diese Kämpfe laufen bei Lost Kingdoms in Echtzeit ab. Während der Kämpfe muss der Spieler Spielkarten mit unterschiedlichen Eigenschaften einsetzen, um die Monster zu besiegen. Dabei können Objekte in der Umgebung zerstört werden, um an versteckte Spielkarten oder Energieauffrischungen zu gelangen.

### Zwei-Spieler-Modus
Solange ein zweiter Nintendo Gamecube-Controller am Gamecube angeschlossen ist, besteht die Möglichkeit im Kampf gegeneinander anzutreten. Zuerst stellen beide Spieler ein Karten-Deck zusammen oder wählen ein bereits vorhandenes. Danach werden die Regeln festgelegt. Zu guter Letzt wird noch eine Kampfarena ausgewählt und der Kampf beginnt.
Es gibt zwei Wege die zum Sieg führen:
1. Die gegnerischen Trefferpunkte sind auf 0.
2. Die Zeit ist abgelaufen und der Gegner hat weniger Trefferpunkte man selbst.

Wenn man will, kann man auch bis zu drei Karten als Wetteinsatz festlegen. Siege oder Niederlagen im 2 Spieler-Modus wirken sich nicht auf die Story-Modus Daten aus. Lediglich auf den Rang der am Auswahlbildschirm für eine Spieldatei steht. Ebenso wird der Rang durch die Anzahl Karten, die man hat, beeinflusst. Der schlechteste Rang ist Prinzessin, der beste Meister. Im Übrigen wirkt sich der Rang nicht auf das Spielgeschehen aus.

## Lost Kingdoms 2
Das Spielprinzip entspricht im Wesentlichen dem des ersten Teils.
100 Jahre nach der Handlung des ersten Spiel macht sich eine Diebin namens Tara auf die Suche nach den Runensteinen, weil diese dem Besitzer unglaubliche magische Kräfte verleihen sollen.
Man hat die Wahl zwischen englischer, französischer und deutscher Sprachausgabe.